# An Empty Bliss Beyond This World
An Empty Bliss Beyond This World (стилизован как An empty bliss beyond this World; с англ. — «Пустое блаженство за пределами этого мира»), — девятый студийный альбом The Caretaker, музыкального проекта в жанре эмбиент английского музыканта Лейланда Кирби, выпущенный 1 июня 2011 года на лейбле History Always Favours the Winners.
За основу альбома взято исследование, посвящённое способности людей с болезнью Альцгеймера вспоминать музыку, которую они слушали, когда были моложе, а также то, где они были и что чувствовали, слушая её. В альбоме представлены сэмплы из бальной музыки, выпущенной на виниловых пластинках ещё до Второй мировой войны. Кирби купил эти пластинки в Бруклине в декабре 2010 года, а затем, пребывая в Берлине, оцифровал, отредактировал и смикшировал записи. Обложка альбома представляет собой картину под названием Happy in Spite, написанную в 2010 году Айваном Силом.
An Empty Bliss Beyond This World стал прорывом для The Caretaker. Он получил признание критиков и вошёл в ряд рейтингов. Так, Pitchfork включил его в свои списки «50 лучших альбомов первой половины 2010-х годов» и «50 лучших эмбиент-альбомов всех времён» на 75-е и 14-е места соответственно. Тема старческой потери памяти в дальнейшем получит значительное развитие в творчестве Кирби в период с 2016 по 2019 год в заключительной серии альбомов его проекта The Caretaker, Everywhere at the End of Time.

## Концепция
An Empty Bliss Beyond This World отражает своим звучанием разум человека с болезнью Альцгеймера, который изо всех сил пытается вспомнить отдельные моменты своей жизни. Альбом был основан на исследовании 2010 года о способности людей с этим заболеванием вспоминать музыку, которую они слушали, когда были моложе, а также её контекст в жизни. Проект The Caretaker был вдохновлён бальной музыкой в таких фильмах, как «Карнавал душ» (1962), «Сияние» (1980) и телесериале «Пенни с небес» (1978). Они привлекли Кирби к теме потери памяти: «Как известно, люди, становясь старше, начинают видеть умерших людей, людей из прошлого, и это их реальность, потому что мозг даёт сбой. Меня очень интересуют такого рода истории. Музыка, вероятно, последнее, что нужно для многих людей с прогрессирующей болезнью Альцгеймера. [Но] есть много людей, страдающих болезнью Альцгеймера, которые просто напевают одни и те же песни снова и снова».
Критик Роуэн Сэвидж из Tiny Mix Tapes сравнил альбом с романом Марка З. Данилевского «Дом листьев» (2000) из-за его «бесконечного и пугающе похожему на пещеру пространства (бального зала), скрытому обманчивыми ограничениями привычной домашней обстановки», ощущение которого создаётся низким звуком гула, который сопровождает слушателя на протяжении альбома. Некоторые треки на An Empty Bliss появляются дважды, но сэмплируются по-разному, например заглавный трек и «Mental Caverns Without Sunshine». Кирби объяснил, что это было сделано для придания атмосферы дежавю: «Сразу после первого прослушивания, вы уже задаетесь вопросом, где вы слышали эту песню раньше». Вторая версия «Mental Caverns Without Sunshine» в два раза короче первой. По словам Сэвиджа, повторяющиеся треки альбома ставят слушателей под сомнение, «возникает ли [у них] чувство знакомости из-за самих лупов или из-за той самой патины, которая присуща потёртым пластинкам».
В An Empty Bliss фигурируют ретрофутуристические темы споров между далёким прошлым и возможным будущим, напоминающие Into Outer Space with Lucia Pamela (1969). По мнению Сэвиджа, альбом ставит под сомнение тенденции современной музыки к «колонизации» и «деисторизации» произведений прошлого. Он сравнил альбом с тем, когда Гэри Ньюман спел «I'm Vera Lynn» в песне «War Songs» (I, Assassin, 1982) в «своём своеобразном воплощении [19]30-х и 50-х годов, завокоденном под жуткое электро 80-х». Сэвидж описал это так: «Это как если бы Кирби, обращаясь к поколению постмодернистов, погрязшему в холодном как камень возрожденчестве [...], спрашивал:  „Вы называете это ретро? Вот это ретро” (но, кроме того, это и есть ретро, и, возможно, это не совсем то удобное определение, с которым вы знакомы)».

## История создания
В декабре 2010 года Кирби приобрёл в магазине в Бруклине коллекцию из множества виниловых пластинок, продававшихся по цене всего около 50 центов каждая. На пластинках, выпущенных ещё до Второй мировой войны, содержались записи джазовых и танцевальных групп. На тот момент Кирби не планировал выпускать ещё один альбом для проекта The Caretaker в ближайшее время, поскольку уже работал под этим псевдонимом над саундтреком (2012) к фильму «Терпение (по Зебальду)». Некоторое время пластинки лежали без дела, пока Кирби не поселился в берлинской квартире, проведя около месяца слушая их на сломанном проигрывателе. Затем он перенёс записи на цифровой диктофон, который приобрёл во время отпуска в Испании в 2010 году. К тому времени, когда он переехал в другую квартиру, он отредактировал и смикшировал записи. Обложкой альбома стала картина маслом Happy in Spite, написанная давним другом Кирби Айваном Силом в 2010 году.

## Особенности композиций
В An Empty Bliss Beyond This World использованы сниппеты с виниловых пластинок на 78 оборотов в минуту, содержащих бальную музыку. По этой причине издания и критики сравнили An Empty Bliss с серией альбомов The Disintegration Loops (2002) Уильяма Басински, музыкой из серии игр BioShock, а также работами Филипа Джека, Эккехарда Элерса и Гэвина Брайерса. На первых треках An Empty Bliss сэмплы звучат отчётливее, чем на дальнейших. Они искажаются царапинами на виниле, звуками щелчков и хлопков, которые Сэвидж описывает как «стимпанковские глюки». На композиции накладывается эффект эха, который усиливается по мере продвижения по альбому. Неясно, добавил ли Кирби эти фильтры или они являются частью оригинальных записей, эту неопределённость Сэвидж описал как придающую «эмоциональный тон альбому». Cэмплы становятся всё более «фрагментированными», звук переходит из одного стереоканала в другой, а треки становятся короче. Всё это продолжается до «Camaraderie at Arms Length», который закрывает альбом чётким повторением сэмплов, звучавших в первых треках.
Альбом делает акцент на редактировании сэмплов. Как пишет Майк Пауэлл из Pitchfork, An Empty Bliss берёт красивые, успокаивающие фразы из оригинальных сэмплов и «бездумно» повторяет их; «несколько раз они останавливаются, будто задумавшись на полуслове; несколько раз возвращаются назад, а затем перескакивают вперёд». По мнению Пауэлла, так Кирби «имитирует фрагментарные и неубедительные способы работы нашей памяти». Треки «никогда не кажутся заполненными от начала до конца, и они, как правило, задерживаются на моментах, которые кажутся особенно успокаивающими или законченными». Альбом также использует метод «джамп-ката» для перехода к следующему треку и целенаправленно заметного пропуска мелодичных сэмплов. Некоторые песни резко обрываются на половине, перед своей кульминацией. В альбоме медленно развиваются изменения в реверберации, эхе и шуме. Некоторые критики отметили, что эхо создаёт альбому «призрачную» атмосферу. Майк Пауэлл писал, что искажение оригинальных сэмлов также придаёт этот жуткий оттенок: «исходный материал — это музыка, созданная не только для комфорта, но и для того, чтобы звучать так, какой она была до вас: гимны, песни о любви, колыбельные. Bliss жутковат, потому что он использует соблазнительность этих форм и слегка искажает их». Брэндон Буссолини из Dusted проанализировал, что в сэмплах есть ощущение вневременности, что также придаёт альбому «призрачную» атмосферу: «Мелодичные фразы и эктоплазменные трубные риффы сохраняются в длинных лупах; это может быть успокаивающим и красивым, но в этом есть зловещая скрытая закономерность. [...] В лупах есть ощущение вечности; альбом заканчивается, но то, что он вызвал в воображении, не может этого сделать».
В то время как Эндрю Райс из Resident Advisor охарактеризовал An Empty Bliss как «невыносимо депрессивный», другие описывали альбом в более ярких тонах. Сэвидж написал, что пластинка отличается от прошлых «диссонирующих и ревербированных» релизов The Caretaker тем, что её тон более «тонкий и обескураживающе обнадёживающий» — «как если бы тени отеля „Оверлук“, умоляя The Caretaker присоединиться к ним, просили, чтобы он сделал это посредством самоубийства, а не убийства». Пауэлл представил аналогичное мнение в своей рецензии на альбом, в которой он отозвался о названии An Empty Bliss как о говорящем о том, что «есть что-то, по крайней мере, метафорически прекрасное — даже немного забавное — в том, чтобы жить в замкнутом пространстве, ни с кем не танцуя». Критик PopMatters Д. М. Эдвардс высказал мнение, что в то время как некоторые треки, такие как «All You're Going to Want to Do, Is Get Back There» и «Mental Caverns Without Sunshine», являются «возвышенными, а не странными или нервирующими», другие «некомфортны, как если бы тебе было десять лет и ты должен был поцеловать свою бабушку в её чрезмерно накрашенный рот». В дополнение к своим светлым чувствам, An Empty Bliss также отличается от прошлых работ The Caretaker тем, что, если раньше сэмплы были заглушены с помощью обширного изменения высоты тона и реверберации, здесь сэмплы звучат намного чётче. Большинство треков альбома резко обрываются, однако в финальной части можно услышать классическое затухание, которое, по мнению Сэвиджа, напоминает слушателю о неизбежности смерти.

## Реакция критиков
| Совокупная оценка | Совокупная оценка |
| Источник          | Оценка            |
| ----------------- | ----------------- |
| Metacritic        | 82/100            |
| Оценки критиков   |                   |
| Источник          | Оценка            |
| AllMusic          | [ 12 ]            |
| Cokemachineglow   | 70%               |
| Mojo              | [ 19 ]            |
| No Ripcord        | [ 15 ]            |
| Pitchfork         | 8,2/10            |
| PopMatters        | [ 17 ]            |
| Resident Advisor  | 4/5               |
| Sputnikmusic      | 3,5/5             |
| Tiny Mix Tapes    | [ 2 ]             |

An Empty Bliss Beyond This World стал прорывным альбомом The Caretaker. Ник Батлер из Sputnikmusic назвал An Empty Bliss одним из самых «привлекательных» альбомов 2011 года. Он отметил, что в альбоме представлены две совершенно разные концепции: первая заключается в том, что исходный материал зачастую весёлый и настолько устаревший, что, возможно, не подходит современному уху, а вторая — в том, что его общий стиль очень современный. «Эти две идеи совсем не сочетаются, и это заставляет ваш мозг работать с перегрузкой, пытаясь разобраться во всём этом, пытаясь определить, где находится связь между этими двумя крайностями», — прокомментировал Батлер. Джеймс Нэпман из журнала Igloo назвал альбом самой «покоряющей» работой Кирби из-за сочетания лёгких и навязчивых тонов: «Чего она требует от слушателя, так это чувства юмора и способности активно наслаждаться выдержанным исходным материалом, который Кирби соединил воедино. Это поистине захватывающий опыт, подкреплённый пьянящей дозой ностальгии и привязанности, которые придают ему странно мелодичный оттенок».
Саймон Рейнольдс назвал An Empty Bliss «отличным» примером записи, использующей стиль призракологии. Майкл Ловино в статье для No Ripcord проанализировал: «Есть таинственное ощущение, что то, что мы слушаем, — это чистая фантазия, созданная для того, чтобы сбить с толку наше постоянное восприятие реальности [...]. Возможно, это была первая запись, которая вызывает такое странное чувство с такой возвышенной призрачностью». Он подчеркнул способность альбома решать «запутанную и требующую усилий» задачу вызывать у слушателя множество эмоций, написав, что «Кирби делает это с особым изяществом». Райс назвал Empty Bliss «вызывающим воспоминания, трогающим сердце материалом», заявив, что «когда знание о замысле Кирби скрывается под грувами повреждённого винила, это становится чем-то совершенно другим: острым вопросом о потере памяти и старении». Он высказал мнение, что эта работа намного превосходит большинство других эмбиент-альбомов, которые «теряются в собственной мании величия по сравнению с тщательно продуманными концепциями», описав изменения, внесённые в сэмплы, как «упрощающие», но «настолько ужасающе эффективные, что трудно испытывать что-либо, кроме благоговения».
Эндрю Холл из Coke Machine Glow описал An Empty Bliss как «удивительно связное прослушивание, достигающее своих целей, но является ли оно само по себе полностью творческой работой — это совершенно другой вопрос». Он высоко оценил уникальный стиль сэмплирования альбома и «аккуратное» секвенирование. Тем не менее, он также написал, что «готовый продукт ощущается как дополняющий микс с несколькими обработками, сделанными для того, чтобы подчеркнуть конкретные элементы манипулируемой музыки, и это уже вызвало трудные вопросы о собственности, указании авторства и о том, сколько работы на самом деле уходит на создание готового продукта при использовании такого метода, как у Кирби». В статье BDCwire за октябрь 2014 года Тайлер Кумелла назвал An Empty Bliss Beyond This World одной из самых «увлекательных» записей 2010-х годов. Он заявил, что альбом «обладает общим качеством чего-то ускользающего сквозь ваши пальцы, как воспоминание, за которое вы изо всех сил пытаетесь уцепиться. Редко какой альбом создавал такой навязчивый, замкнутый взгляд на жизнь разума». Он сравнил альбом с фильмом «Сияние», в том смысле, что они «прекрасно передают ощущение колеблющегося разума, когда прошлое и настоящее сливаются в прекрасное жуткое целое».
В ретроспективной рецензии для AllMusic Пол Симпсон присудил альбому пять звёзд и резюмировал, что он «быстро стал культовой классикой и с тех пор рассматривается как одно из определяющих произведений призракологии, концепции, пробуждающей культурную память, которая также присутствовала в полемике других британских исполнителей, таких как Burial и [участников] лейбла Ghost Box». Симпсон также назвал работу «крайне красивым, заставляющим задуматься произведением искусства».

## Рейтинги и наследие
An Empty Bliss Beyond This World занял 22-е место в списке Pitchfork «50 лучших альбомов 2011 года». Позже он также занял 75-е место в списке лучших альбомов первой половины десятилетия 2010-х годов (с 2010 по 2014 год) и 14-е место в списке величайших эмбиент-альбомов всех времён того же Pitchfork. Gorilla vs. Bear поставил его на 14-е место в своём списке лучших альбомов 2011 года, а автор списка Крис назвал альбом «одной из самых прекрасных, самых душераздирающих анонимных произведений, о которых мы и не подозревали, что они нам нужны», в то время как журнал Uncut поместил его на 47-е место в своем списке лучших альбомов за 2011 год. В 2013 году альбом занял 79-е место в списке «130 лучших альбомов» за предыдущие пять лет по мнению веб-сайта Beats Per Minute.
An Empty Bliss Beyond This World занял четвёртое место в списке лучших релизов 2011 года по версии журнала Tiny Mix Tapes. Журналист Эмблинг охарактеризовал пластинку как «актуальную и необходимую» для 2011 года, когда «экраны кинотеатров пестрили антикварными редакциями историй начала XX века, снятыми легко, увлекательно аккуратно, [...] украшенными мишурой воссоздания мира, которого на самом деле никогда не было, как бы нам иногда хотелось, чтобы это было так». Среди таких фильмов он отметил «Первый мститель», «Полночь в Париже», «Артист» и «Хранитель времени». Эмблинг написал, что с альбомом «Лейланд Кирби представил довоенные 78-е в их нынешнем, разрушающемся состоянии, как свидетельство того, что невозможно восстановить тех людей, моменты и воспоминания, утраченные во времени, недосягаемые и навсегда невозвратимые».
В 2016—2019 годах Кирби продолжил концепцию An Empty Bliss Beyond This World, выпустив серию из шести альбомов Everywhere at the End of Time, которые отслеживали все стадии развития деменции. Эта серия альбомов стала заключительной для проекта The Caretaker.

## Список композиций
| №                   | Название                                            | Длительность |
| ------------------- | --------------------------------------------------- | ------------ |
| 1.                  | «All You Are Going to Want to Do Is Get Back There» | 3:46         |
| 2.                  | «Moments of Sufficient Lucidity»                    | 3:47         |
| 3.                  | «The Great Hidden Sea of the Unconscious»           | 3:02         |
| 4.                  | «Libet's Delay»                                     | 3:26         |
| 5.                  | «I Feel as If I Might Be Vanishing»                 | 1:55         |
| 6.                  | «An Empty Bliss Beyond This World»                  | 4:19         |
| 7.                  | «Bedded Deep in Long Term Memory»                   | 1:48         |
| 8.                  | «A Relationship with the Sublime»                   | 3:36         |
| 9.                  | «Mental Caverns Without Sunshine»                   | 3:13         |
| 10.                 | «Pared Back to the Minimal»                         | 1:45         |
| 11.                 | «Mental Caverns Without Sunshine»                   | 1:35         |
| 12.                 | «An Empty Bliss Beyond This World»                  | 3:48         |
| 13.                 | «Tiny Gradiations of Loss»                          | 2:52         |
| 14.                 | «Camaraderie at Arms Length»                        | 4:45         |
| 15.                 | «The Sublime Is Disappointingly Elusive»            | 1:44         |
| Общая длительность: | Общая длительность:                                 | 45:21        |

| №                   | Название              | Длительность |
| ------------------- | --------------------- | ------------ |
| 16.                 | «Fleeting Dreams»     | 3:03         |
| 17.                 | «Their Story Is Lost» | 3:58         |
| Общая длительность: | Общая длительность:   | 52:26        |